# Scatella galapagensis
Scatella galapagensis är en tvåvingeart som beskrevs av Charles Howard Curran 1934. Scatella galapagensis ingår i släktet Scatella och familjen vattenflugor. Inga underarter finns listade i Catalogue of Life.